# Thermes de Salins-les-Bains
Les thermes de Salins-les-Bains sont un établissement thermal situé à Salins-les-Bains dans le Jura, en France. Ils datent du XIXe siècle et accueillent plus de 2000 curistes chaque année.

## Historique
Dès le néolithique, le Jura développe une importante activité économique de production de sel liée aux vastes gisements souterrains de sel gemme qui s'étendent le long des premiers reliefs du massif du Jura. L'exploitation du sel dans la région se fait notamment aux salines de Lons-le-Saunier, aux salines de Salins-les-Bains, et, plus tardivement, à la saline royale d'Arc-et-Senans.
L'essor du thermalisme au XIXe siècle conduit les villes de la région à exploiter cette richesse minérale. Les thermes de Salins-les-Bains sont ainsi fondés en 1854 sur le site de la petite saline, alimentée historiquement par le « Puits à Muyre ». Ils sont directement à proximité de l'Hôtel de Ville du XVIIIe siècle et de la chapelle Notre-Dame-Libératrice du XVIIe siècle. Les thermes de Besançon-les-Bains suivront en 1891, ainsi que les thermes Lédonia de Lons-le-Saunier, en 1892.
Les thermes de Salins seront marqués par l'homme d'affaires Jean-Marie de Grimaldi, qui les rachète en 1855.
En 1864, l'hôtel des Bains ouvre ses portes. Puis c'est au tour du casino, en 1890.
En 1926, la cité thermale de Salins est rebaptisée « Salins-les-Bains ». Les salines de Salins-les-Bains arrêtent définitivement leur production de sel en 1962. En 1994, le « Puits à Muyre » n’alimente plus que la piscine de détente à la suite du forage du « Puits des Cordeliers ».
Les thermes sont gérés directement par la commune de Salins-les-Bains depuis 1955. Un nouvel établissement, plus moderne et performant, est inauguré en février 2017 à quelques centaines de mètres des locaux historiques.

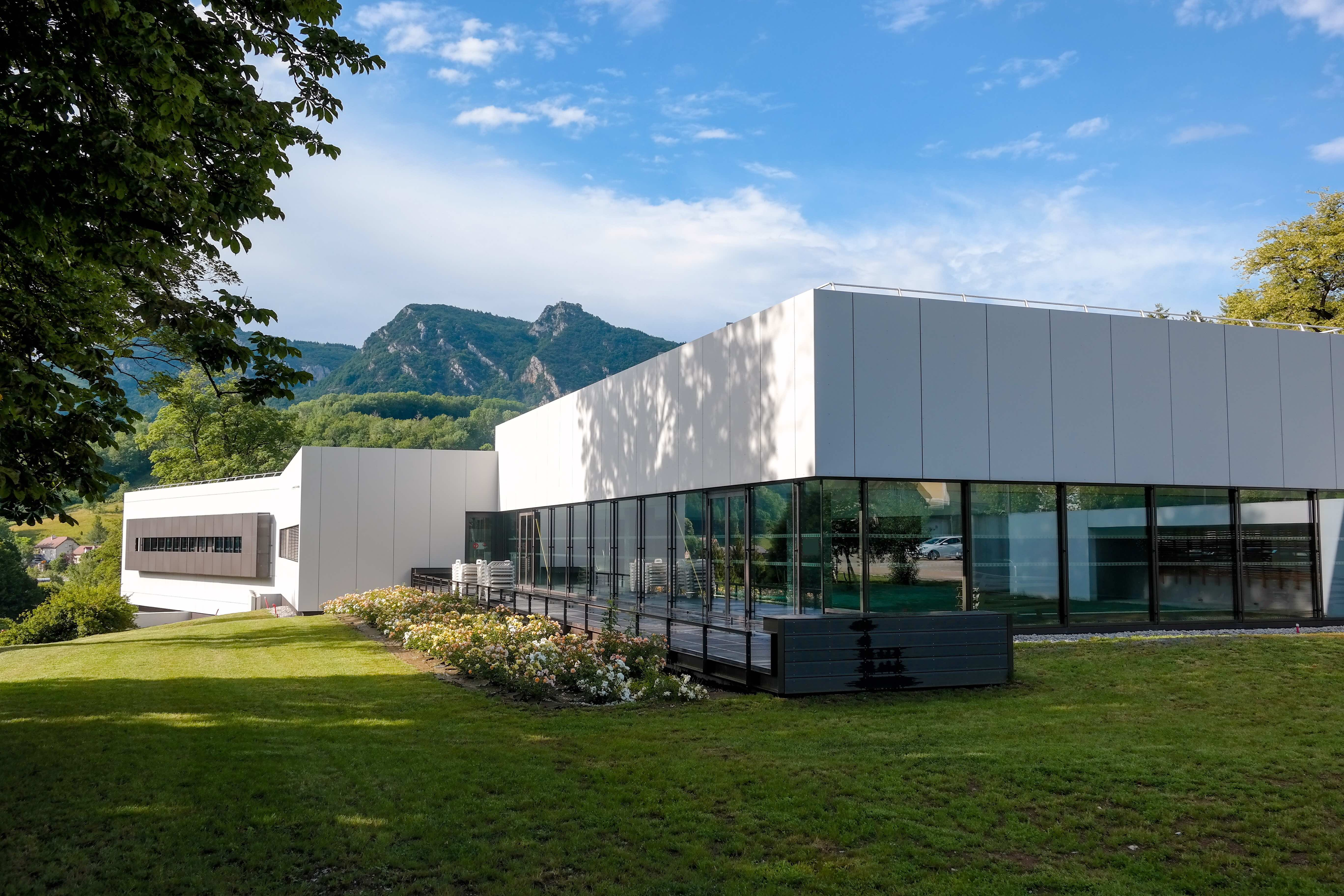
Le nouvel établissement thermal.

## Eaux
Les eaux thermales de Salins-les-Bains sont chlorurées sodiques fortes, riches en oligo-éléments (potassium, magnésium, calcium), conformément aux exigences sanitaires très strictes imposées à la profession, avec pour principales caractéristiques : eau à 18 °C, pH 6,15, chlorures 137 800, sulfates 8 480, calcium 980, magnésium 1 217, sodium 87 730, potassium 2 020.

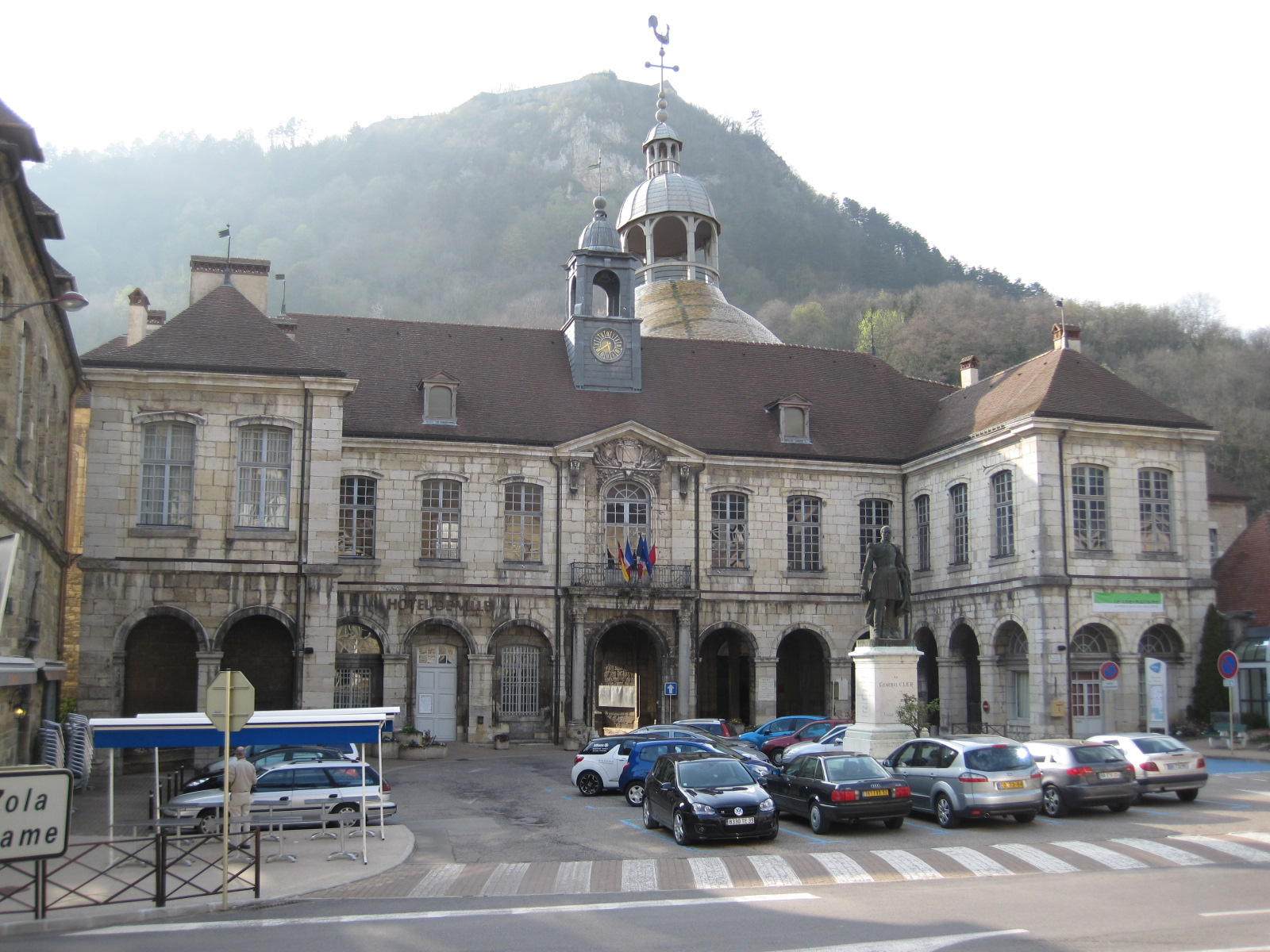
Hôtel de Ville.
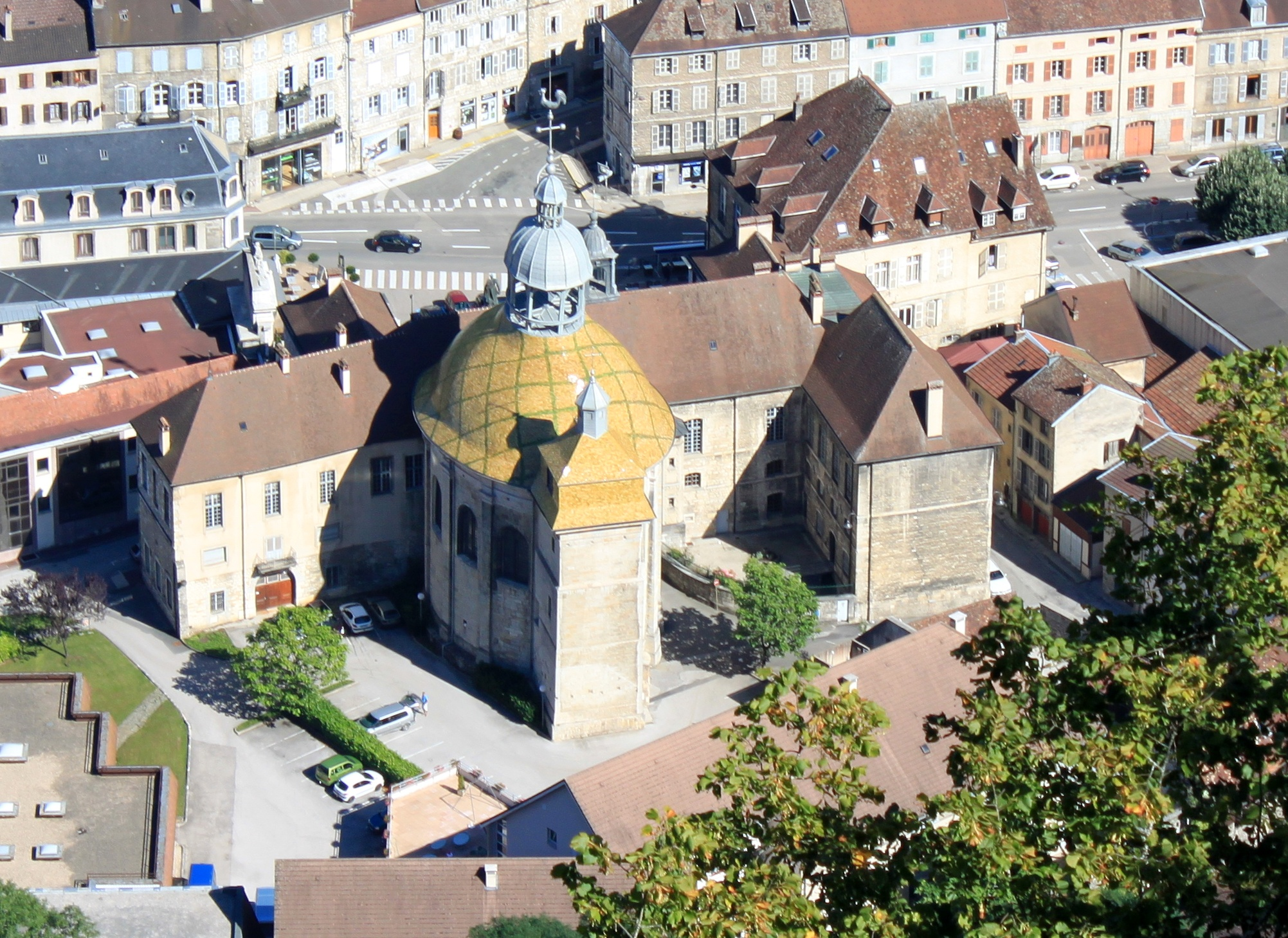
Chapelle Notre-Dame-Libératrice.
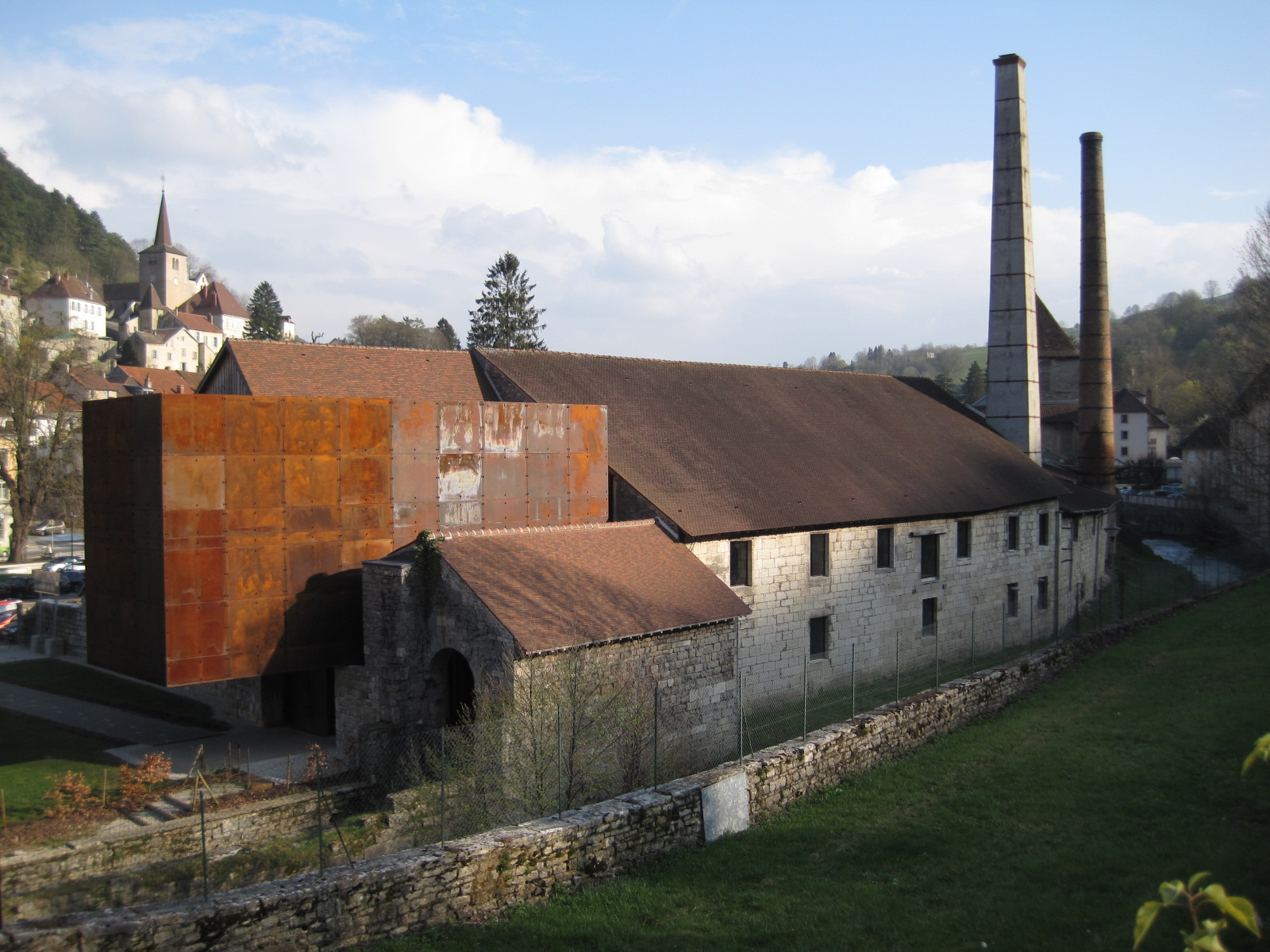
Salines de Salins-les-Bains.

## Bienfaits thérapeutiques
Les bienfaits thérapeutiques des eaux salées thermales de Salins-les-Bains permettent leur recommandation pour le thermalisme et les cures thermales médicales.

### Thermalisme
Piscine de détente à 29 °C avec eau salée proche de la salinité de l'eau de mer (30 g de sel par litre environ), sauna avec chaleur sèche à 80 °C, hammam à vapeur humide, jacuzzi, aquagym, balnéothérapie (application de boue chaude à 50 °C, bain aérogazeux, bain à bulles...), massothérapie (douche aux jets, massage sous l’eau...) kinésithérapie (massages aux plantes, algues, huiles essentielles, massage californien, palper-rouler, drainage lymphatique, réflexologie plantaire...).

### Rhumatologie
Arthrose vertébrale, arthrose de hanche, gonarthrose, arthrose digitale, rhumatismes articulaires, périarthrite scapulohumérale, rhumatismes inflammatoires, tendinites, séquelles de traumatismes ostéoarticulaires et algoneurodystrophies, ostéoporose et ses conséquences, fibromyalgie.

### Gynécologie
Douleurs chroniques post-chirurgicales, post-inflammatoires, post-infectieuses, troubles liés à la ménopause.

### Troubles du développement de l’enfant
Énurésie et retards de croissance.

### Esthétique
Soins esthétiques, cosmétologie thermale.